# Prosopodonta montana
Prosopodonta montana es una especie de insecto coleóptero de la familia Chrysomelidae.
Fue descrita científicamente en 1939 por Uhmann.